# Lomographa punctata
Lomographa punctata là một loài bướm đêm trong họ Geometridae.